# Andrew Ranken
Pour les articles homonymes, voir Ranken.
Andrew Ranken, né le 13 novembre 1953 à Londres, est un batteur et chanteur britannique. 
Il est en particulier le batteur du groupe The Pogues.

## Biographie
Andrew Ranken commence à jouer de la batterie à l'âge de 14 ans. Au cours de ses années universitaires, il joue dans un groupe appelé Lola Cobra et passé beaucoup de temps au Jazz Club de Ronnie Scotts. Lorsque le groupe se sépare, il vend sa batterie pour financer une tournée en auto-stop à travers l'Europe. Après la tournée, il rejoint le groupe de pub rock composé de 13 membres The Stickers et y reprend le chant.
A King's Cross, Shane MacGowan et Jem Finer, lui demande s'il accepterait de jouer de la batterie dans le groupe qu'ils forment. Mais à cause de ses engagements en tant que chanteur du groupe The Operation et de ses études, il n'a pas le temps pour cela. Peu de temps après, en mars 1983, il change d'avis et devient membre permanent de Pogue Mahone. Cela explique pourquoi il ne figure pas sur la photo de couverture de Red Roses for Me (en).
La chanson Four O'Clock in the Morning (Pogue Mahone) a été écrite par Andrew Ranken et, comme My Baby's Gone (Waiting for Herb (en)), traite de la mort de sa femme Deborah Korner. Elle est décédée peu de temps avant les sessions d'enregistrement de Waiting for Herb. 
Ranken prend part à tous les enregistrements du groupe jusqu'à sa dissolution en 1996. Il rejoint ensuite les groupes « Metropolian Waterboard » et « Kippers », dirigés par l'acteur Paul Bradler puis joue de nouveau avec les Pogues lors des concerts de retrouvailles de 2001. Il chante également dans Andrew Ranken and Mysterious Wheels et joue de la batterie pour les « Recidivists ». Il joue également de la batterie sur la bande originale de Macbeth pour le théâtre de marionnettes Barge, près de Londres.